# Oropetium villosulum
Oropetium villosulum là một loài thực vật có hoa trong họ Hòa thảo. Loài này được Stapf ex Bor mô tả khoa học đầu tiên năm 1949 publ. 1950.